# Salon du livre aéronautique
Pour les articles homonymes, voir Salon du livre.
Le Salon du livre aéronautique est une manifestation consacrée au livre et à l'écrit aéronautique, créée en 2009, organisée chaque année en hiver à Toulouse.
La manifestation accueille à la fois grands et petits éditeurs et représentants des métiers du livre. Son originalité est d'être ouvert aux professionnels et au grand public. Sur une journée, de nombreuses rencontres sont organisées avec des écrivains, auteurs, scénaristes, dessinateurs, etc. La diversité des participants, les séances de dédicaces, les débats thématiques et les animations ont contribué à faire de ce rendez-vous un grand moment culturel et festif.

## Participants célèbres
- Jean-François Clervoy
- Guy Jalabert
- Yves Marc
- Bernard Mark
- Patrick Poivre d'Arvor
- André Turcat
- Bernard Ziegler
- Jean-Marc Zuljani